# 临泉县
临泉县是安徽省阜阳市辖县，位于安徽省西北边界，是中国生态示范区、中国绿色名县。 临泉县属暖温带半湿润季风气候，地势平坦，由西北向东南微倾，境内河流密布，有铁矿、粘土矿等矿产资源，景点有沈子国遗址、鲖阳古郡等，曾入选2018-2020年度“中国民间文化艺术之乡”。区域总面积为1,818平方公里。
截止到2017年底，全县共拥有户籍人口229.8万人，总人口超230万，是中国人口第一县。县人民政府驻城关镇迎宾大道193号。

## 历史沿革
临泉，古称沈地，距今已有三千年历史。秦始皇二十六年(前221年)置平舆县；东汉永建元年(126年)置阜阳侯国；隋朝开皇三年(583年)年始置沈丘县；明朝初入颍州。清朝雍正十三年(1735年)，颍州升为府，设阜阳县，即为阜阳西乡之地，在驿口桥(今老集)设府同知，在沈丘集(今县城)设巡检司。
民国23年(1934年)9月，析阜阳县西乡北起颍河，南至洪河，纵以茶棚大路、龙王堂、栗头店、五坑集、欧庙集、会龙集、九龙沟以西设立新县，因县城滨临泉河，故名临泉县，属安徽省第七行政督察区，民国28年改属安徽省第三行政督察区。
解放初，民国36～38年，分置临泉、泉南、泉阳3县和临泉市，统归豫皖苏区第四地委所辖。1949年3月，合并临泉、泉南、泉阳县和临泉市仍为临泉县(包括今界首县颍河南和阜南县方集区)，属皖北人民行政公署阜阳专区。1952年属安徽省阜阳专区。1971属安徽省阜阳地区。

## 人口民族
根據第七次人口普查數據，截至2020年11月1日零時，臨泉縣常住人口為1658442人。

## 区位交通
临泉县地处华东、中原之间，黄淮海平原腹地，自古以来被称为“梁宋吴楚之冲，齐鲁汴洛之道”，成为各类商品货物、中西部资源和东部工业品东进西出的桥头堡，南来北往的结合部。
郑阜高速铁路在临泉县设临泉站。临泉县东距新兴的水、陆、空交通枢纽和京九铁路上的最大编组站阜阳仅30公里，有一级公路相连，从阜阳搭乘大京九电气化快车，8个小时可北抵北京，12个小时可南达香港。阜阳民航机场可起落波音737、麦道82飞机，首批已开通北京、上海、西安、广州、深圳、武汉、合肥、黄山等航线。公路交通四通八达，106国道和4条省道穿境南而过，阜新高速纵贯东西。境内河道纵横交织，经泉河水运网可直接进入淮河、长江。

## 行政区划
临泉县下辖5个街道办事处、21个镇、2个乡：
城关街道、邢塘街道、田桥街道、城东街道、城南街道、杨桥镇、鲖城镇、谭棚镇、老集镇、滑集镇、吕寨镇、单桥镇、长官镇、宋集镇、张新镇、艾亭镇、陈集镇、韦寨镇、迎仙镇、瓦店镇、姜寨镇、庙岔镇、黄岭镇、白庙镇、关庙镇、高塘镇、土陂乡和陶老乡。

## 旅游景点
- 银杏树；在县城的西古城处，银杏树约有千年树龄，高20余米，围30余米，九棱18丫，七十二枝叉。
- 老街遗址；老街原名沈丘街，位于城关街道办西北，以顺河街为轴心贯穿东西。有着历史韵味浓厚的街道，古街宽3米左右， 走在光滑的石板路上，踏着古人的足迹，观摩两侧的老店铺，褪色的招牌和木门也在述说着过去的繁华景象。
- 柳家花园； 正在申报荷花的吉尼斯世界记录， 荷花盆栽数量16万盆世界第一。
- 杂技村； 临泉韦小庄； 从二十世纪五十年代1，2 个杂技团起步，经过发展，现在拥有马戏团800个， 遍及全县31城镇。被评为“杂技之乡”。
- 临泉魔幻动物园（洪荒兽园）景区； 临泉县城西白果树向北1.5公里处

## 交通
- 220国道过境。
- 345国道过境。